# Trio pour piano no 35 de Joseph Haydn

Le Trio pour piano no 35 Hob.XV.21 en ut majeur est un trio pour piano, violon et violoncelle composé par Joseph Haydn en 1794.

## Structure
1. Adagio pastorale à 6/8
2. Andante molto (en sol majeur, à 2/2)
3. FInale: presto à 2/4

## Source
- François-René Tranchefort, guide de la musique de chambre, éd. Fayard 1989 p.433  (ISBN 2-213-02403-0)